# أليستر جاك
أليستر جاك هو فلاح وشخصية أعمال وسياسي بريطاني، ولد في 7 يوليو 1963 في دامفريس ‏ في المملكة المتحدة. نشط حزبياً في الاسكتلنديون المحافظون ‏.

## مناصب
- انتخب وزير الدولة لشؤون اسكتلندا [الإنجليزية]‏ (24 يوليو 2019 – ).
- انتخب عضو المجلس الخاص بالمملكة المتحدة  [لغات أخرى]‏ (2019 – ).
- في الانتخابات العامة في المملكة المتحدة 2019، انتخب عضو البرلمان الثامن والخمسين للمملكة المتحدة  [لغات أخرى]‏ عن دائرة دومفريز وغالاوي وقد انضم خلال فترته النيابية ‏ (12 ديسمبر 2019 – ) للكتلة البرلمانية حزب المحافظين.
- في الانتخابات العامة في المملكة المتحدة 2017، انتخب عضو البرلمان السابع والخمسين للمملكة المتحدة  [لغات أخرى]‏ عن دائرة دومفريز وغالاوي وقد انضم خلال فترته النيابية ‏ (8 يونيو 2017 – 6 نوفمبر 2019) للكتلة البرلمانية حزب المحافظين.